# جيسي موس
جيسي موس (بالإنجليزية: Jesse Moss)‏ ولد في 1983  م وهو ممثل أفلام كندي، ولد في فانكوفر.
.

## وصلات خارجية
- جيسي موس على موقع IMDb (الإنجليزية)
- جيسي موس على موقع ألو سيني (الفرنسية)
- جيسي موس على موقع أول موفي (الإنجليزية)
- جيسي موس على موقع قاعدة بيانات الأفلام السويدية (السويدية)
- جيسي موس على موقع قاعدة بيانات الفيلم (الإنجليزية)
- جيسي موس على موقع كينوبويسك (الروسية)